# Corrado Melis
Corrado Melis (Sardara, 11 marzo 1963) è un vescovo cattolico italiano, dal 18 luglio 2015 vescovo di Ozieri.

## Biografia
Nasce a Sardara, nella provincia del Sud Sardegna e diocesi di Ales-Terralba, l'11 marzo 1963.

### Formazione e ministero sacerdotale
Nel 1974 entra nel seminario minore diocesano di Villacidro, e dopo la maturità classica, segue il regolare corso di studi per il presbiterato presso la Pontificia facoltà teologica della Sardegna a Cagliari, dal 1983 al 1988, conseguendovi la licenza in teologia.
Il 25 giugno 1988 è ordinato presbitero dal vescovo Giovanni Paolo Gibertini per la diocesi di Ales-Terralba.
Dopo l'ordinazione presbiterale ricopre l'incarico di vicario parrocchiale nella parrocchia di santa Barbara a Villacidro e di assistente diocesano dei Giovani di Azione Cattolica, dal 1988 al 1993. È vicerettore del seminario diocesano a Villacidro, dal 1991 al 1994; animatore al Pontificio seminario regionale della Sardegna a Cagliari, dal 1993 al 1998, e direttore dell'Ufficio catechistico diocesano, dal 1994 al 2004. Dal 1996 al 2001 è cappellano a Montevecchio e, dal 1998, anche vicario e poi amministratore parrocchiale di san Nicolò a Guspini. Dal 2001 al 2011 è parroco di san Bernardino a Mogoro. È inoltre vicario episcopale per l'evangelizzazione e l'educazione, direttore dell'Ufficio diocesano della Pastorale della famiglia e direttore della Pastorale dell'ecumenismo. È membro del Collegio dei consultori e del Consiglio diocesano per gli Affari economici. Dal 2011 è parroco della parrocchia di santa Barbara a Villacidro.

### Ministero episcopale
Il 18 luglio 2015 papa Francesco lo nomina vescovo di Ozieri; succede a Sergio Pintor, precedentemente dimessosi per raggiunti limiti di età. Il 13 settembre successivo riceve l'ordinazione episcopale, in piazza Giuseppe Garibaldi ad Ozieri, dall'arcivescovo Giovanni Angelo Becciu, co-consacranti i vescovi Giovanni Dettori e Sebastiano Sanguinetti. Al termine della celebrazione prende possesso della diocesi, nella cattedrale dell'Immacolata.
Il 9 novembre 2018, con una solenne celebrazione eucaristica in cattedrale, dà inizio alla sua prima visita pastorale alla diocesi.
Il 9 giugno 2020 è eletto segretario della Conferenza episcopale sarda; mantiene l'incarico fino all'11 aprile 2025.
Nel marzo 2024 viene indagato dalla procura di Sassari insieme ad altre otto persone, tra cui il fratello del cardinale Angelo Becciu, con l'accusa di aver sottratto fondi dell'otto per mille destinati alla diocesi di Ozieri.

## Genealogia episcopale
La genealogia episcopale è:
- Cardinale Scipione Rebiba
- Cardinale Giulio Antonio Santori
- Cardinale Girolamo Bernerio, O.P.
- Arcivescovo Galeazzo Sanvitale
- Cardinale Ludovico Ludovisi
- Cardinale Luigi Caetani
- Cardinale Ulderico Carpegna
- Cardinale Paluzzo Paluzzi Altieri degli Albertoni
- Papa Benedetto XIII
- Papa Benedetto XIV
- Papa Clemente XIII
- Cardinale Marcantonio Colonna
- Cardinale Giacinto Sigismondo Gerdil, B.
- Cardinale Giulio Maria della Somaglia
- Cardinale Carlo Odescalchi, S.I.
- Vescovo Eugène de Mazenod, O.M.I.
- Cardinale Joseph Hippolyte Guibert, O.M.I.
- Cardinale François-Marie-Benjamin Richard
- Cardinale Pietro Gasparri
- Cardinale Clemente Micara
- Cardinale Antonio Samorè
- Cardinale Angelo Sodano
- Cardinale Giovanni Angelo Becciu
- Vescovo Corrado Melis